# Stiftskirche Pernegg

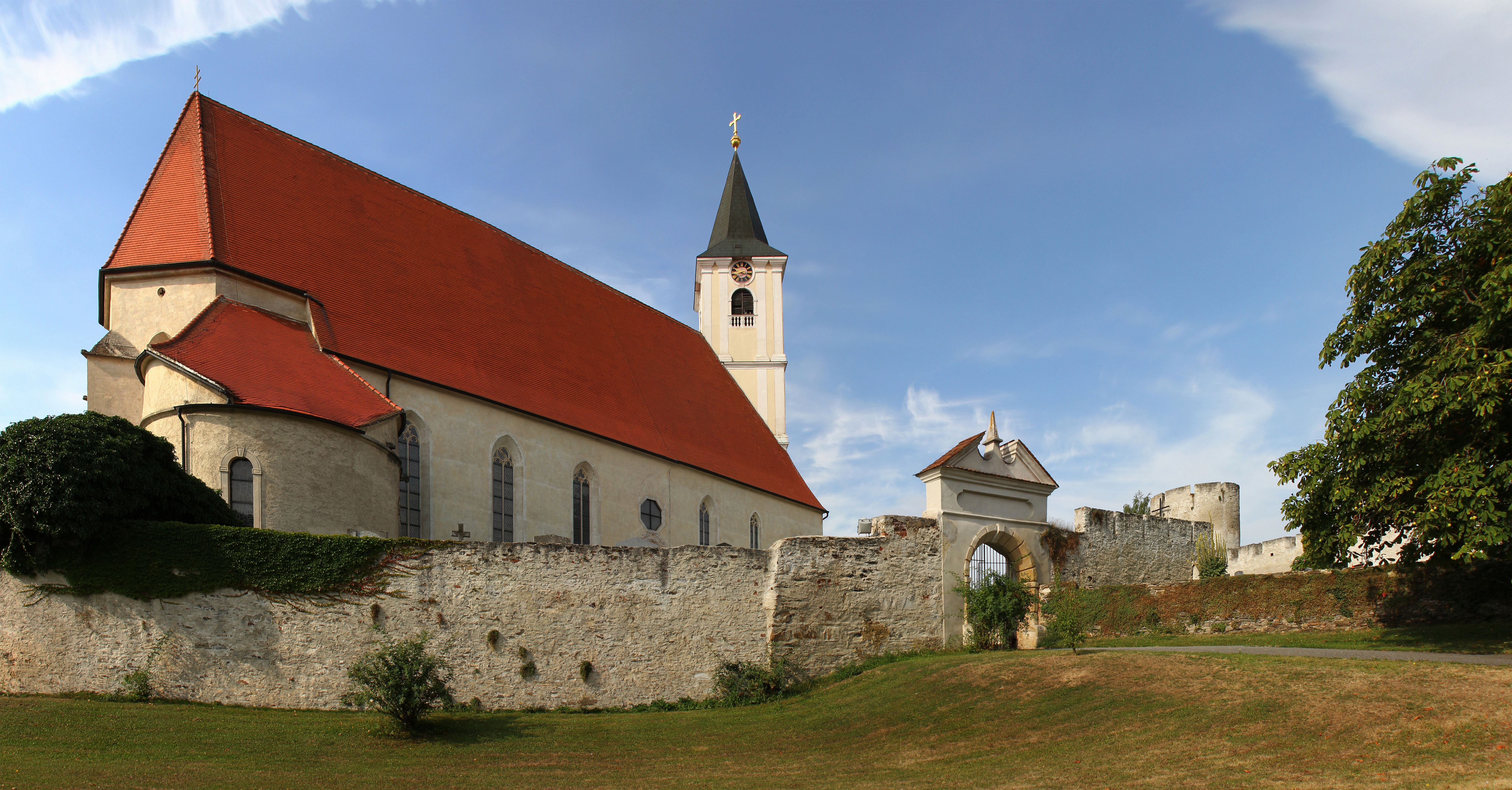
Stiftskirche Pernegg, Ansicht von Nordosten

Die Stiftskirche Pernegg „Zum heiligen Andreas“ ist eine römisch-katholische Kirche und Bestandteil der ehemaligen Klosteranlage Stift Pernegg.
Die Kirche ist die größte Saalkirche Niederösterreichs. Sie steht südlich von Pernegg auf einer Bergkuppe, ist dem Stift Geras inkorporiert und steht unter Denkmalschutz (Listeneintrag). Der Kirche angebaut ist eine Taufkapelle.

## Kirche

### Baubeschreibung

#### Außen
Die in den Jahren 1993 bis 1999 vollständig restaurierte spätgotische Wandpfeilerkirche mit einheitlich hohem Satteldach und fünfseitigem Chorschluss aus dem Anfang des 16. Jahrhunderts dominiert die Gesamtanlage des ehemaligen Stiftskomplexes. Aus der Westfassade tritt zur Hälfte der hoch aufragende Turm mit älteren Teilen im Untergeschoß und dem mit 1695 bezeichneten Aufbau hervor. Wie auf einer Ansicht aus dem Jahre 1671 zu erkennen ist, hatte die Kirche vor der Errichtung des Turmaufbaus einen Dachreiter mit Zwiebelhelm.
Eine runde Taufkapelle mit einem Karner im Untergeschoß ist nördlich an den Chor angebaut. Die Kirche ist vom Klosterfriedhof, einem Vorhof und den Wehrmauern der Stiftsanlage umgeben.

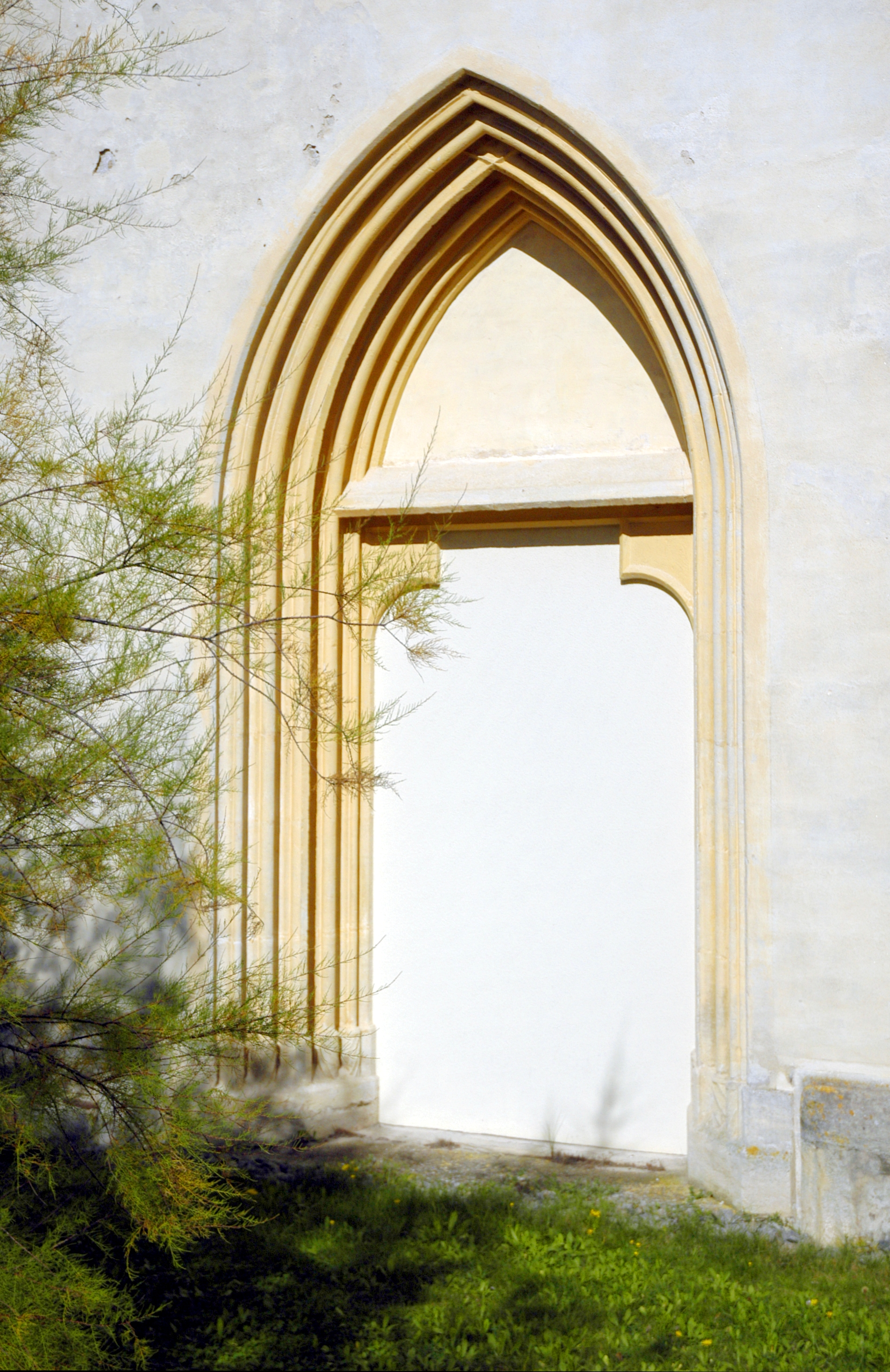
Gewändeportal an der Südfassade

Das Langhaus des kubisch geschlossenen Baukörpers hat fünf zweibahnige Maßwerkfenster an der Nord- und sechs ebensolche an der Südfassade. Zwischen den breiten Dreieckstreben des Chores mit gekehlten Kaffgesimsen sind zweibahnige Maßwerkfenster, die um 1700 nach unten verlängert wurden. An der Nordfassade ist ein von je zwei toskanischen Säulen flankiertes barockes Portal aus der Mitte des 17. Jahrhunderts, das 1735 erweitert wurde. Die beiden äußeren Säulen sind vorgezogen. Über dem Portal ist ein dreiteiliges Gebälk mit gesprengtem Giebel, das am Sturz mit „1735“ bezeichnet ist.
Ein Triglyphenfries mit einem Wappenschild „N. B.“ ist mit „1652“ datiert. Daneben steht in einer Nische eine von Stuckranken umrahmte Statue des Kirchenpatrons aus dem Anfang des 18. Jahrhunderts.
An der Südfassade ist ein vermauertes, spätgotisches, spitzbogiges Gewändeportal mit schulterbogiger Türöffnung aus dem Anfang des 16. Jahrhunderts und eine aufgedeckte kielbogige Lichtnische.
Das Satteldach hat südseitig drei Giebelgauben und wird am östlichen Ende des Firstes von einem schlichten Patriarchenkreuz bekrönt.
Der fünfgeschoßige Westturm ist durch umlaufende Gurtgesimse, Doppellisenen und Doppelpilaster gegliedert. Im unteren Geschoß sind spätgotische Fenstergewände freigelegt, in den darüber liegenden Geschoßen sind Rechteckfenster. Das Schallgeschoß hat rundbogige Schallfenster mit Balustraden, Kämpfern und Schlusssteinen aus dem Ende des 17. Jahrhunderts. Der eingezogene Spitzhelm wird von einer Turmkugel mit Kreuz bekrönt.

#### Innen

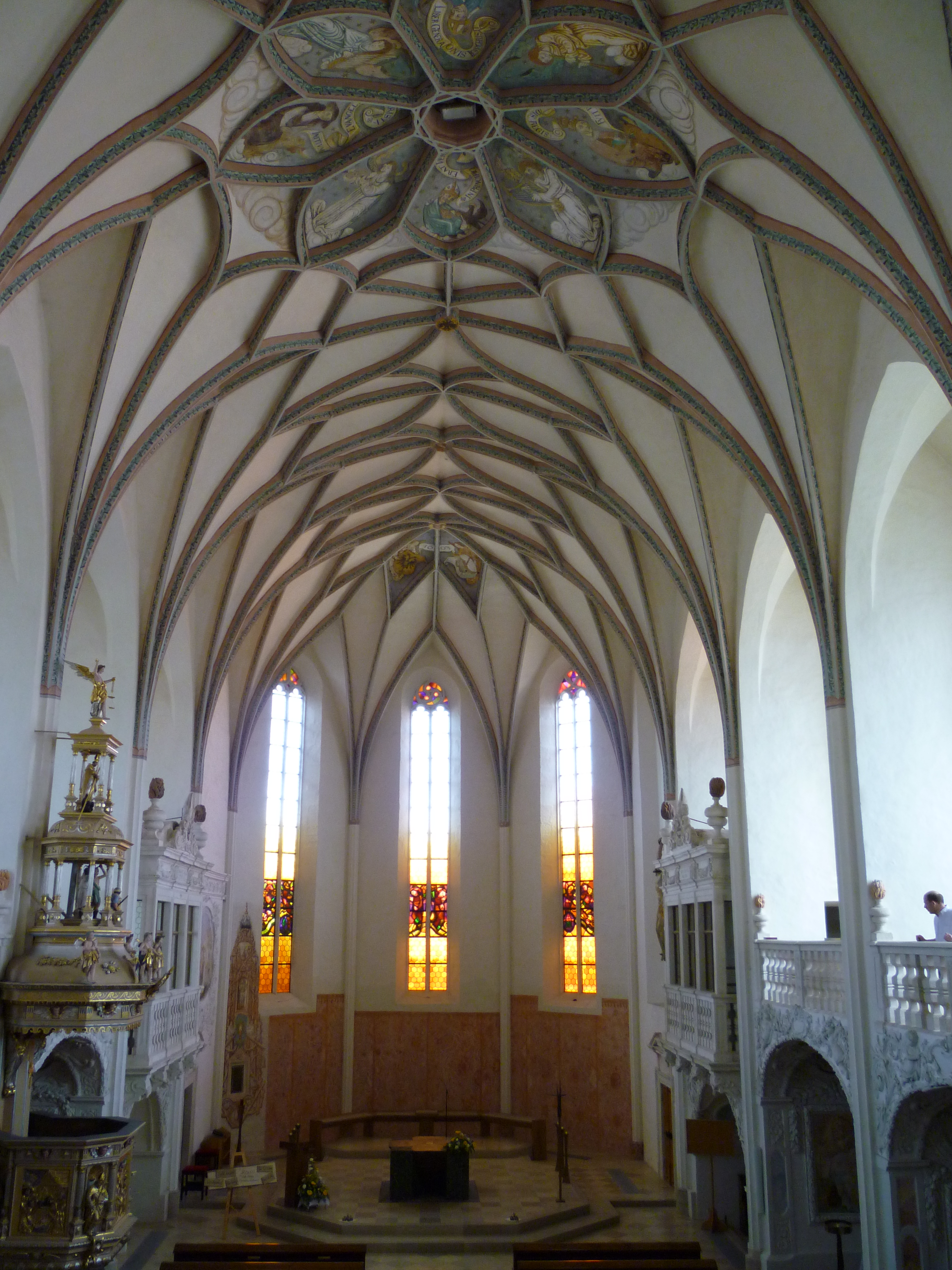
Einblick nach Osten

Der helle einheitlich gestaltete siebenjochige Saalraum geht nahtlos in das Chorpolygon über. Zwischen den tief eingezogenen Wandpfeilern sind hohe spitzbogige Nischen, die sich zu beiden Seiten des Langhauses über dessen gesamte Länge erstrecken. Den Wandpfeilern sind kannelierte Dienste mit genuteten Basen vorgelegt, auf denen ein Netzrippengewölbe ansetzt, das dem Tonnengewölbe appliziert ist. Das Netzrippengewölbe hat Scheitelschleifen und runde Schlusssteine aus der Mitte des 17. Jahrhunderts. Diese Schlusssteine zeigen Christus, ein Papstwappen im Chor, einen aufgemalten Reichsadler, einen Bindenschild, die heilige Maria und das Wappen von Norbert Bratis. Ein achtteiliger Scheitelstern mit Engels- und Heiligendarstellungen befindet sich im fünften Joch.
Im Westen des Langhauses ist die zweiachsige zweigeschoßige Empore. Das untere Emporengeschoß ruht auf einem spätgotischen, zweijochigem, profiliertem Netzrippengewölbe über einem Mittelpfeiler und wird von korbbogen Gewölben abgeschlossen. Diese tragen das vierachsige mit Balustraden aus der Mitte des 17. Jahrhunderts versehene etwas zurückgesetzte obere Emporengeschoß mit einer Orgel aus dem Jahre 1654.

### Ausstattung
Die Kirche erhielt bei den Renovierungsarbeiten in den 1990er Jahren einen neuen Volksaltar vom Bildhauer Thomas O. Munz aus Neuching (Oberbayern), der den früheren Hochaltar mit freistehender Mensa und darüber befindlichem großen Kruzifix aus der zweiten Hälfte des 17. Jahrhunderts ersetzte. Die Seitenaltäre sind aus dem dritten Viertel des 17. Jahrhunderts, um das Jahr 1700 und aus der ersten Hälfte des 18. Jahrhunderts.
Der Altar an der Nordseite hat einen Baldachinaufbau aus der Mitte des 18. Jahrhunderts, in dem sich ein Gnadenbild Mariahilf aus der Zeit um 1640 befindet.

#### Kanzel
Die oktogonale Kanzel ist mit 1618 bezeichnet und wurde 1885 renoviert. Der Treppenaufgang und der mehrgeschoßige Schalldeckel sind mit reichem plastischen Dekor versehen. Auf dem Kanzelkorb sind Muschelnischen mit Statuetten der vier Kirchenväter Ambrosius, Hieronymus, Augustinus und Gregor der Große zwischen Reliefs der Geburt und der Auferstehung Jesu Christi und des Pfingstwunders. An der kassettierten Stiegenbrüstung sind Reliefs der vier Evangelisten und auf dem Schalldeckel ein Engelreigen mit Leidenswerkzeugen. Im Tempiettoaufsatz ist eine Figurengruppe die Geißelung Christi darstellend und darüber ein Säulenbaldachin mit einer Figur des heiligen Norbert mit einer Monstranz, der von einer Teufelsfigur begleitet wird. Der Aufsatz wird von einer Figur des Erzengels Michael bekrönt.

#### Orgel

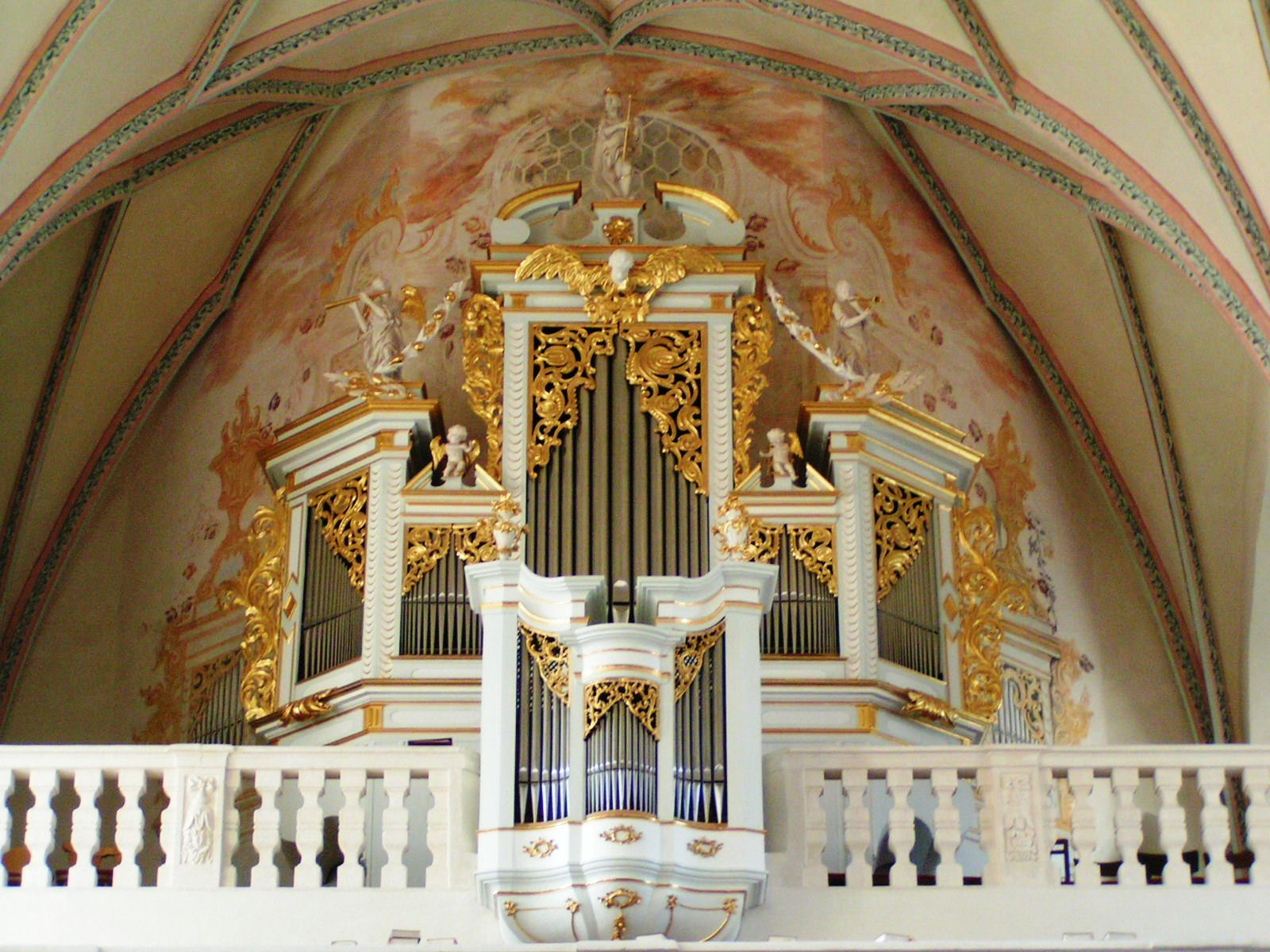
Pernegg Stiftskirche Orgelempore

Die Orgel wurde im Jahre 1654 von Michael Prackh, einem Orgelbauer aus Krems an der Donau, geschaffen. Im Jahr 1692 ergänzte Laurentio Linken ein Brüstungspositiv, das mit Prospektmalerei aus der Zeit um 1760 gerahmt ist. Johann Georg Fischer vergrößerte 1812 das Positiv. Im Laufe des 19. Jahrhunderts wurden zwei Register ersetzt. Arnulf Klebel restaurierte 1971 Hauptwerk und Pedalwerk und stellte die ursprüngliche Disposition wieder her. Eine umfassende Restaurierung führte Hendrik Ahrend 2005 durch. Das Instrument ist weitgehend in der ursprünglichen Substanz erhalten und wird von Fachleuten als das älteste datierbare und funktionstüchtige Orgelwerk bezeichnet, das in Niederösterreich entstanden ist. Das Instrument mit mechanischer Spiel- und Registertraktur verfügt über 18 Register, die auf zwei Manuale und Pedal verteilt sind. Der Prospekt des Hauptwerks besteht aus sieben rechteckigen Pfeifenfeldern unterschiedlicher Größe, während das dreiteilige Rückpositiv in der Mitte ein niedriges Pfeifenfeld hat, das von zwei Harfenfeldern flankiert wird. Die mitteltönige Stimmung führt zu einem terzenreinen Klang. Die Bassoktave ist als kurze Oktave ausgeführt. Die Disposition lautet wie folgt:
| I Rückpositiv CDEFGA–c3 |       |
| Gedacht                 | 8′    |
| Principal               | 4′    |
| Flöte                   | 4′    |
| Octav                   | 2′    |
| Quinte                  | 1 ⁄3′ |
| Oktave                  | 1′    |
| Fagott                  | 8′    |

| II Hauptwerk CDEFGA–c3 |       |
| Principal              | 8′    |
| Copel                  | 8′    |
| Octav                  | 4′    |
| Flöte                  | 4′    |
| Quinte                 | 2 ⁄3′ |
| Superoctav             | 2′    |
| Mixtur IV              | 1 ⁄3′ |
| Zimbel II              | 1⁄2′  |

| Pedal CDEFGA–a0 |     |
| Subbaß          | 16′ |
| Octavbaß        | 8′  |
| Praestant       | 4′  |

- Koppeln: II/P

### Glocken
Die Kirche beherbergt ein Dreiergeläut, das von der Glockengießerei Pfundner gegossen wurde. Die kleinste Glocke ist historisch und geht auf das Jahr 1894 zurück, die beiden größeren wurden 1950 gegossen. Die drei Bronzeglocken erklingen auf einem Dur-Dreiklang mit den Schlagtönen b1, d2 und f2. Die Massen sind 342 kg, 156 kg und 119 kg und die Durchmesser 845 mm, 655 mm und 558 mm.

## Taufkapelle

### Baubeschreibung

#### Außen
Die Taufkapelle ist mit der Nordseite des Chores verbunden und diente ursprünglich als Karner. Der Rundbau erhebt sich über dem in Bruchstein gewölbten Beinhaus aus dem Anfang des 14. Jahrhunderts. Über einem umlaufenden gekehlten Traufgesims ist im Westen ein Wasserspeier in Form eines Hundes und darunter ein tiefes Schüttloch mit überlegter Steinplatte und innerem Spitzbogengewände.

#### Innen
Der runde Raum wird von einem achtteiligen Rippengewölbe abgeschlossen, dessen Rippen auf vegetabil und figural skulptierten Konsolen enden. Ein spitzbogiger Triumphbogen bildet den Übergang zu einer im Südosten anschließenden Apsis mit Fünfachtelschluss und spitzbogigen Fenstergewänden aus dem 14. Jahrhundert. Im Gewände des Triumphbogens sind die Initialen „F.S.“. Der Hauptraum hat Rundbogenfenster aus dem späten 17. Jahrhundert.
Ein umlaufender Fries mit Rahmenbändern ist mit gotischer Wandmalerei, Spruchbändern und Apostelmedaillons aus dem dritten Viertel des 14. Jahrhunderts versehen. Die Wände und das Gewölbe tragen reichen Stuck und Malerei aus dem Ende des 17. Jahrhunderts. Vegetabile Formen und Kartuschen mit gemalten Darstellungen aus dem Leben des heiligen Norbert befinden sich in der Gewölbezone. Sie dürften von Johann Bernhard Grabenberger gemalt worden sein und sind mit 1694 bezeichnet. In den Gewölbezwickeln sind Engel mit kirchlichen Symbolen.
Die Apsisfenster sind mit ornamentaler Glasmalerei von Lydia Roppolt aus dem Jahre 1970 versehen.

### Ausstattung
Zur Ausstattung gehört ein Kruzifix von Eugen Mayer aus der Zeit um 1968 und ein Taufbecken mit Balusterfuß und achteckiger flacher Schale, das mit „N.B. 1648“ bezeichnet ist.
Aus der ehemaligen Burgkapelle sind die Figuren eines Schmerzensmanns aus der Zeit um 1520, einer Pietà aus der Zeit um 1600 und eine Steinplatte mit Flechtwerkornament, die mit 1129 bezeichnet ist, in Verwahrung.